# 라인 망가
라인 망가(일본어: LINEマンガ 라인 만가[*])는 LINE Digital Frontier 주식회사가 운영하는 라인과 연계된 온라인 웹코믹 플랫폼이다.

## 역사
라인은 2013년에 라이선스가 부여된 만화를 구매할 수 있는 일본 만화 서비스를 처음 시작했다. 이 서비스의 가장 큰 특징 중 하나는 라인 앱과의 연계로, 사용자는 앱에서 만화를 추천 및 공유하고, 서비스에서 구매한 만화 전용 스티커를 수집하고, 라인의 디지털 통화를 사용하여 만화를 구매할 수 있었다. 2017년에 라인 망가는 네이버 웹툰에서 사용했던 웹툰 모델과 유사한 일부 만화 챕터를 무료로 읽을 수 있는 기능을 도입했다. 라인의 모회사인 네이버는 2018년에 네이버 웹툰(일본에서는 XOY로 알려짐)의 일본 서비스를 종료하고 LINE 망가와 합병하여 번역된 웹툰뿐만 아니라 일본 국내 웹툰을 서비스하기로 결정했다. 출시 이후 픽코마에 이어 일본에서 두 번째로 인기 있는 만화 앱으로 성장했으며 출시 이후 2,300만 건 이상의 다운로드를 기록했다.

## 같이 보기
- 네이버 웹툰
- 픽코마
- comico